# Rumdaoh Srae
Rumdaoh Srae es una comuna (khum) del distrito de Choam Khsant, en la provincia de Preah Wijía, Camboya. En marzo de 2008 tenía una población estimada de 3545 habitantes.
Se encuentra ubicada al norte del país, a poca distancia al oeste del río Mekong y al sur de las fronteras con Laos y Tailandia.